# Metacanthocephaloides zebrini
Metacanthocephaloides zebrini is een soort in de taxonomische indeling van de Acanthocephala (haakwormen). De worm wordt meestal 1 tot 2 cm lang. Ze komen algemeen voor in het maag-darmstelsel van ongewervelden, vissen, amfibieën, vogels en zoogdieren.
De haakworm komt uit het geslacht Metacanthocephaloides en behoort tot de familie Rhadinorhynchidae. Metacanthocephaloides zebrini werd in 1959 beschreven door S. Yamaguti.